# Ivan Brun
 (janvier 2019).
Né le 27 octobre 1971, Ivan Brun est auteur de bande dessinée, peintre et musicien.

## Biographie
Après des études à l'école nationale des Beaux-Arts de Lyon entre 1989 et 1994, il intègre le collectif Organic Comix, groupe dont l'activité principale est la réalisation de comic-strips géants au cours de diverses manifestations culturelles. Cette pratique amène Brun à développer entre 1993 et 2000 un travail de peinture. Pour ses expositions, il réalise les peintures en un temps limité sur des matériaux de récupération. Entre 1994 et 2000, Brun joue et chante au sein du groupe punk hardcore Coche Bomba. Parallèlement, il publie dans divers fanzines des planches de bandes dessinées. Il s'autoédite en 1996 dans Lieux Communs, un recueil de séquences délivrant une approche sociologique sur l'urbanisme et la population des banlieues. En 2004, sort l'album Otaku, fiction spéculative réalisée en collaboration avec le scénariste Lionel Tran. Puis Tanibis édite le recueil d'histoires courtes Lowlife. Depuis fin 2005, des récits muets d'Ivan Brun sont publiés dans le mensuel L'Écho des savanes. Ils sont recueillis en 2008 et 2010 dans les albums No Comment et War Songs.

## Œuvres

### Albums de bande dessinée
- Lieux communs, autoédité, puis réédité par Terre Noire, 1996.
- Otaku, Les Requins Marteaux, 2004.
- Lowlife, Tanibis, 2005.
- No comment, Drugstore, 2008. Album retenu dans la Sélection officielle du Festival d'Angoulême 2009[réf. souhaitée].
- War songs, Drugstore, 2010.  Album retenu dans la Sélection officielle du Festival d'Angoulême 2011[réf. souhaitée].
- Prof. Fall, Tanibis, 2016.  Album retenu dans la Sélection Polar du Festival d'Angoulême 2017[réf. souhaitée].

### Recueils de dessins et d'illustrations
- Panoramique, Terre Noire, 2006.
- Looping Jarjille, 2012.
- Sleeves, Tanibis, 2017.